# كنيسة سانتا ماريا ديلي غراسي
كنيسة سانتا ماريا ديلي غراسي (بالإيطالية: Holy Mary of Grace)‏ هي كنيسة و دير الدومينيكان في ميلانو، شمال إيطاليا، مدرجة في قائمة مواقع التراث العالمي لليونسكو. تحتوي الكنيسة على جدارية العشاء الأخير لليوناردو دافنشي، والتي هي في غرفة الطعام في دير.

## تاريخ
أمر دوق ميلانو فرانشيسكو سفورزا الثاني بناء دير الدومينيكان وكنيسة في موقع كنيسة مسبقة.

## أعلام
- بياتشريتى دي إستى